# Östra Kolarmossegölen
Östra Kolarmossegölen är en sjö i Hallsbergs kommun i Närke och ingår i Motala ströms huvudavrinningsområde. Sjöns area är 0,002 kvadratkilometer och den befinner sig 105 meter över havet.